# 三宅三郎
三宅 三郎（みやけ さぶろう、1924年1月3日 - ）は日本の宇宙物理学者。大阪市立大学教授、東京大学教授、東京大学宇宙線研究所所長、宇宙線観測所初代専任所長、神奈川大学教授・学長。日本統治下の台湾生まれ。

## 来歴
大阪帝国大学卒業。インドのコラー金鉱（KGF: Kolar Gold Field）で宇宙線研究、1965年頃、大気ニュートリノ（宇宙線が大気中の原子核と衝突すると連鎖的に新たな粒子が生み出される「大気シャワー」と呼ばれる現象が起きるが、 その中で生まれるニュートリノを「大気ニュートリノ」と呼ぶ）を世界で初めて観測した。
神岡鉱山の坑道で核子崩壊の跡を検出する実験、宇宙線ミュー粒子およびニュートリノの研究。特に、インドの金鉱において世界で初めて大気ニュートリノを観測した業績、1981年にKamiokande計画等の四つの計画代表として予算確保に尽力した事で知られる。旧姓は渡辺。

## 略歴
- 1965年 - 宇宙線ミュー粒子およびニュートリノの研究で仁科記念賞受賞
- 1972年 - 大阪市立大教授から東京大学教授に移籍
- 1972年 - 宇宙線観測所初代専任所長[4]
- 1978年 - 東レ科学技術賞受賞
- 1979-1981年 - 文部省へ予算申請（小柴昌俊代表の Kamiokande 計画、大阪市立大学尾崎誠之助代表の END 計画 (Experiment on Nuclear Decays)、三宅三郎代表の KGF増強の三つの実験計画、KEK 菅原寛孝代表の理論研究、併せて四つの研究計画「素粒子の大統一理論の検証」（特定研究、代表：三宅三郎、1982－84 年度」）[5]
- 1981年7月 - 三宅三郎所長と三井金属鉱業社長との間で実験の協力の協定
- 1982年7月 - 文部省より同年度の特定研究領域の内定通知
- 1983年7月 - Kamiokande 観測開始
- 1984年 - 宇宙線観測所所長を辞める（12年間）
- 1986年（昭和61年 - ）神奈川大学工学部教授
- 1993年（平成5年） - 神奈川大学学長
- 1994年3月31日 - 神奈川大学学長退任